# Asasíni
Asasíni neboli hašašíni (z arabského حشّاشين‎, Ḥashshāshīn) bylo tajné ismáílitské hnutí nizárijských ismá'ílítů, které vzniklo kolem roku 1080, významně se rozšířilo na mnoha místech Středního východu a poté zhruba o dvě stě let později zaniklo v důsledku invaze Mongolů.
Často se mylně předpokládá, že šlo pouze o tajnou společnost vrahů a atentátníků, ve skutečnosti se jednalo o svébytnou náboženskou sektu, která vyznávala ši'ítskou tradici islámu (ši'íté tvoří a tvořili vždy ± 10% muslimského obyvatelstva)[zdroj?] a která ovládala mnoho roztroušených oblastí rozesetých od Persie (Íránu) po Sýrii. Jednalo se o rozsáhlou síť vzájemně propojených pevností a hradů, kvůli velkým vzdálenostem komplikovaně komunikující mezi sebou a nacházející se na trvale nepřátelském území Seldžucké říše, bylo jich okolo tří desítek, v podstatě stát ve státě. Postupně si syrští asasínové počínali s daleko větší samostatností, aniž by se museli příliš ohlížet na své daleké perské bratry napojené na Alamút. Seldžukové, jakožto vyznavači sunnitské větve islámu, byli úhlavními nepřáteli asasínů.
Obecně nejznámějšími členy asasínského hnutí jsou Hasan-ibn-Sabbáh, zakladatel sekty a imám sídlící na hradě Alamút v Íránu. Bezpochyby druhým je pak Rašíd ad-Dín Sinan, evropskými křižáky nazývaný jako „Stařec z hory“. Sídlil v syrské pevnost Masjaf, ale byl pouze vůdcem větve syrských asasínů. Tato skupina se během křížových výprav často dostávala do kontaktu s Evropany.
Asasíni přijali ismáílitskou formu víry z Fátimovského chalífátu v Egyptě, čímž se odštěpili od hlavního proudu ši'ítů a stali se ismáílitskými ši'íty. Nakonec přejali tradici imáma Nizára a stali se tím představiteli specifického proudu ismáílismu – tzv. „nizárijskými ismáílity“, tímto byla ideologická tvorba sekty zakončena. Předchozí složitý sloupec odštěpování souvisí s problémy v tehdejší ši'ítské společnosti, kdy různé klany a sekty uznávaly různé imámy. Proto konečný název „nizárijští ismáílité“ odpovídá uznávanému imámovi Nizárovi, popravenému v Egyptě roku 1095.

## Historie

### Hasan-ibn-Sabbáh a raná léta

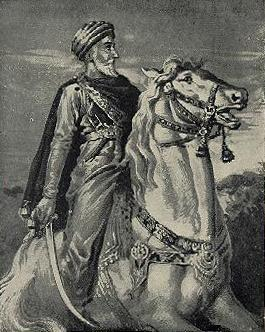
Umělecká podoba Hasana-ibn-Sabbáha, zakladatele sekty

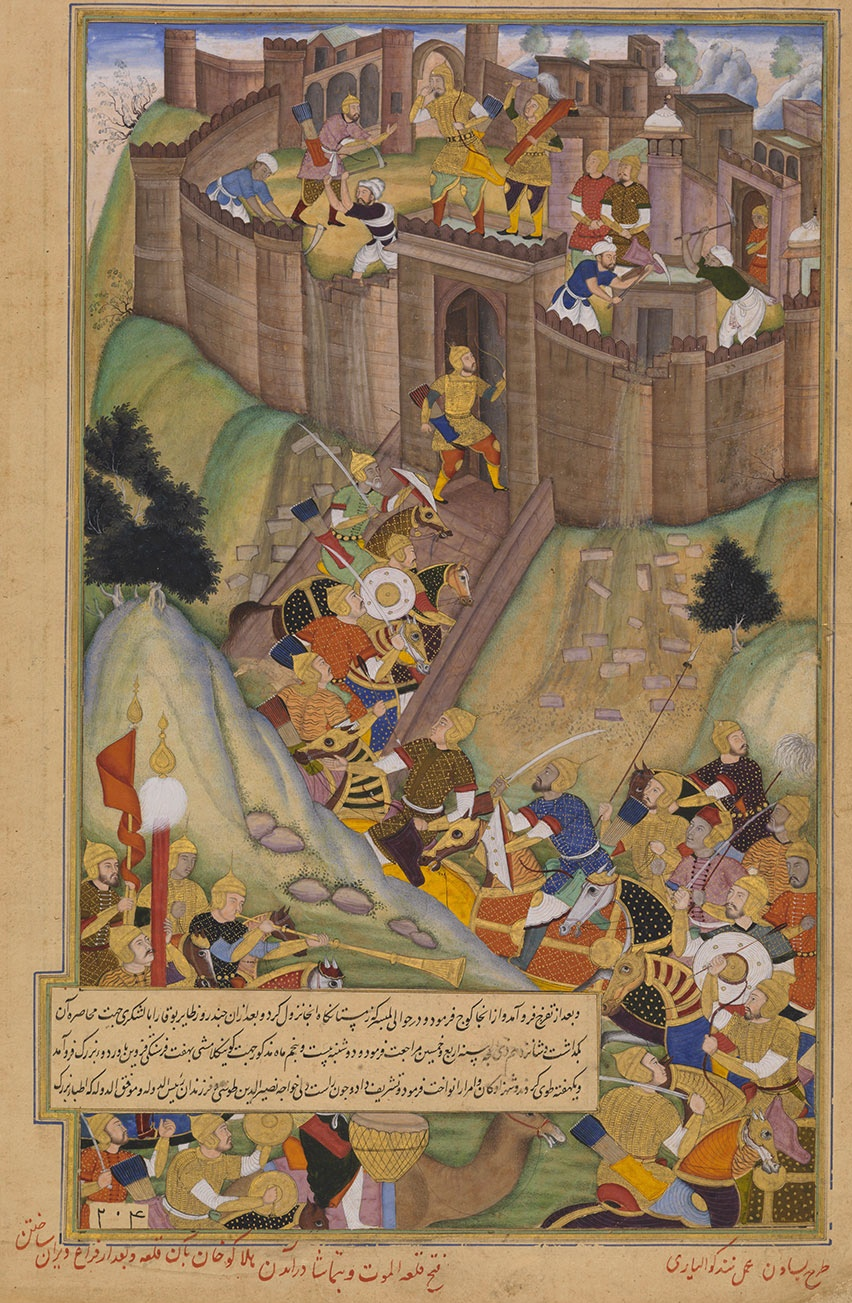
Asasínská pevnost Alamút

Hasan se narodil na území starověké Persie (v Íránu ve městě Kumu nacházející se jihozápadně od Teheránu) kolem roku 1055. Nejprve byl tradičním ši'ítou, ale časem se z něj stal ismáílita. Hasan nejprve putoval do Indie a Arábie s cílem nalézt „pravdu o smyslu života“, poté odcestoval do fatimovského Egypta, ovládaného ismáílitským režimem a kde probíhal spor mezi ismáílitskými imámy al-Mustansirem a Nizárem, ten však skončil Nizárovou smrtí (Hasan podporoval po celou dobu Nizára). Hasan skončil ve vězení, ale po údajném zázraku, kdy se před věznicí zřítil minaret (zlé znamení) byl Hasan propuštěn.

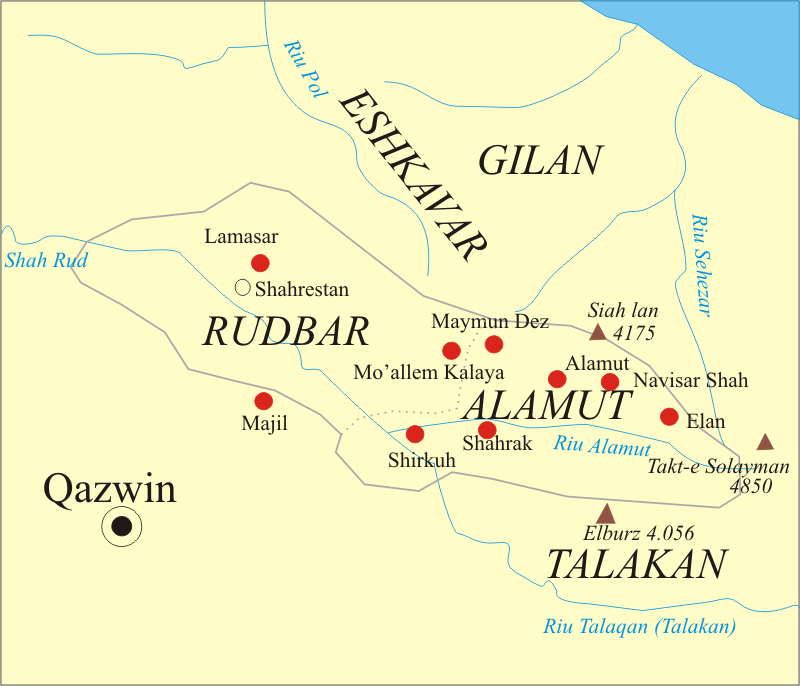
Mapa íránské oblasti Alamútu a dalších asasínských pevností

Putoval zpět do rodné Persie s posláním podlomit tamější moc sunnitských muslimů. Za své sídlo si zvolil v pohoří Elborz u Kaspického moře. Tam objevil útočiště v podobě slavné a nedobytné pevnosti Alamút. Hasan měl získat pevnost lstí, když nejprve posádku přesvědčil ke konverzi k ismáílitství, poté se jimi nechal propašovat do pevnosti. Když místní velitel zjistil, že nad pevností ztratil kontrolu, přikývl na Hasanovu nabídku zaplatit za ni 3 000 dinárů. Tak měl Hasan získat jeden z nejimpozantnějších hradů středověku za 3 000 dinárů. Tyto události se datují do roku 1090 a znamenají počátek „asasinského státu“, který představoval síť hradů a pevností rozprostírající se od Íránu a Afghánistánu po Sýrii.

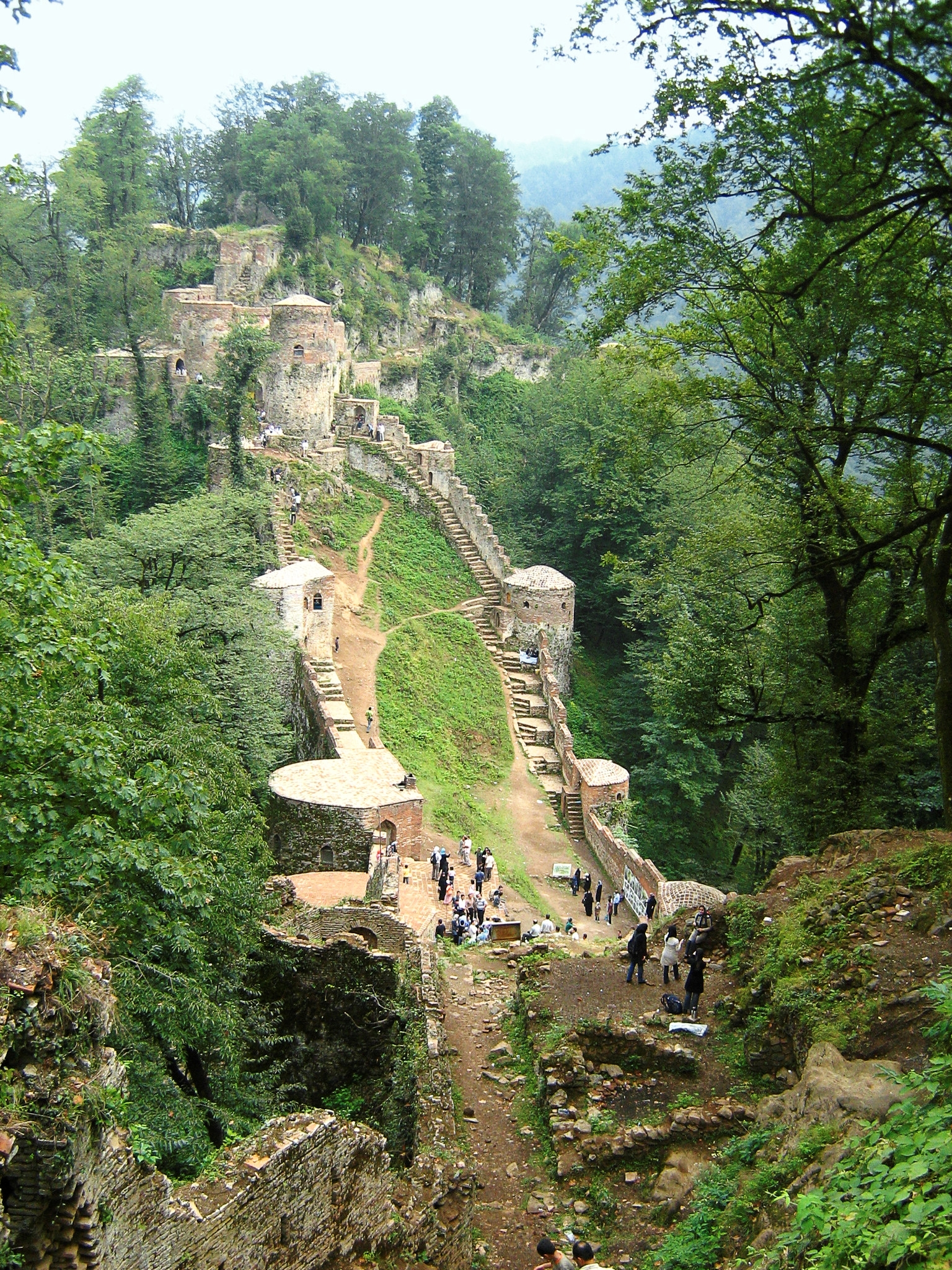
Trosky hradu Rudkhan v Íránu

Podle legendy nechal Hasan zbudovat na hradě Alamút překrásnou zahradu, kam odváděl asasínské bojovníky zmámené hašišem (odtud pojmenování „hašašíni“) a tam jim namlouval, že vstoupili do ráje a že opět do něj vstoupí, pokud budou za něj bojovat a zemřou jako mučedníci. Z asasínů se tak měli stát nebojácní válečníci, kteří se pod příslibem ráje nebáli smrti a umírali s radostí pro svého vůdce. Hasan se jevil jako zbožný a asketický muž, nebo o tuto pověst alespoň usiloval, když měl údajně popravit i svého vlastního syna jen za to, že ho přistihl pít víno (pití alkoholu je pro muslimy zakázané, ale víno se v některých zemích toleruje). Hasan posiloval své pozice po celé Persii, z čehož většina spadala pod Seldžuckou říši. Brzy se tedy stává trnem v oku místních vládců a v roce 1092 se sultán Malikšáh rozhodl vojenskou invazí asasíny zničit. Tehdy asasíni provedli svoji první politickou vraždu, když spáchali atentát na sunnitského učence Nizám al-Mulka. Hasan zemřel v roce 1124 a svou sektu zanechal v dobrém stavu.

### Asasíni v Persii po Hasanovi
Noví vůdci sekty po Hasanovi se začali sami prohlašovat za imámy a započalo dědičné právo na vůdcovství. Asasíni byli pod obrovským tlakem od okolních sunnitů a přežívali jen díky neustálému vraždění seldžuckých vezírů a generálů. Přesto se začínají ismaílité stále více sbližovat se sunnity a časem se z vůdců sekty stávají neoficiální leníci seldžuckých sultánů.

### Asasíni v Sýrii po Hasanovi

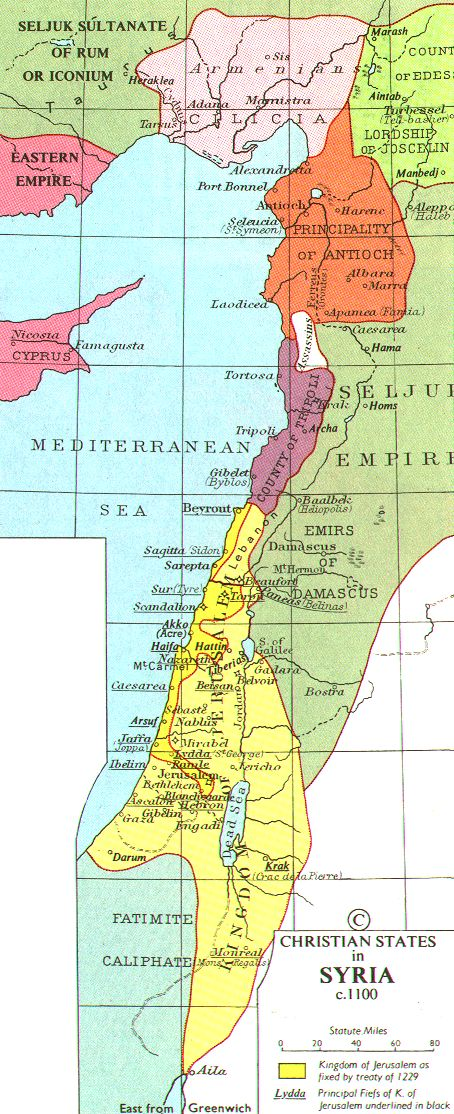
Mapa Levanty kolem roku 1100, území syrských asasínů (bílá)

Syrští asasínové (v Sýrii od roku 1090) jsou mnohem slavnější, než jejich perští příbuzní a to hlavně díky tomu, že byli v kontaktu s tehdejšími křižáckými státy na Blízkém východě. Formálně spadali pod vládu Alamútského imáma, ale v Sýrii prakticky vládl samostatný asasínský vůdce. Roku 1097 prošla Sýrií první křížová výprava a začíná zlatý věk syrských asasínů, symbolizovaný osobou Rašíd ad-Dína Sinána (vládl 1227–1247), kterého Evropané nazývali „Starcem z Hory“ – kvůli tradiční horské poloze asasínských pevností.

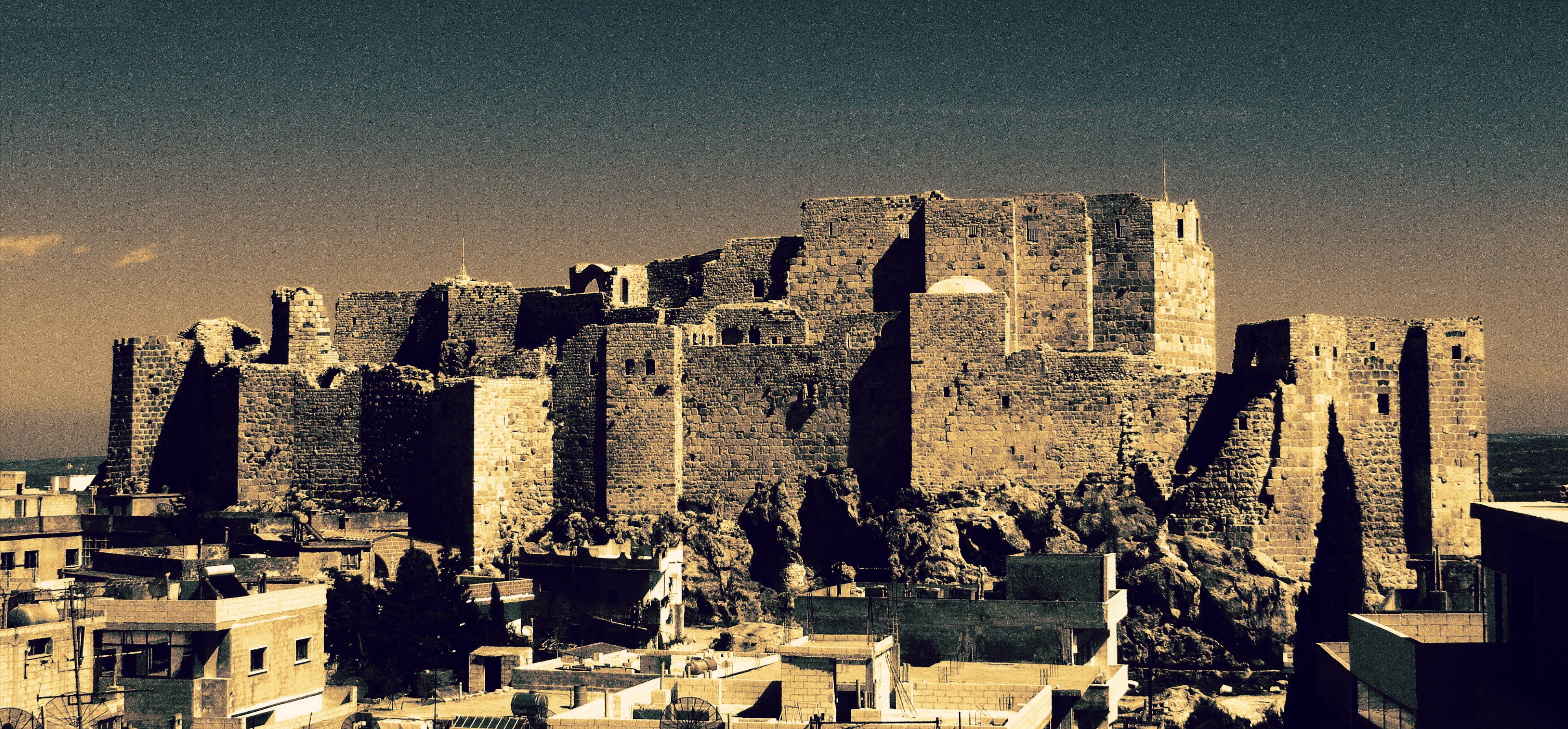
Trosky pevnosti Masjaf

Asasíni se snažili těžit z nepřátelství mezi sunnity a křižáky na Blízkém východě a často navazovali spojenectví s tou stranou, která byla vůči té druhé ve výhodě. Účastnili se například bitvy po boku vojsk antiochijského knížete, ale o rok později přepadávají vesnice v okolí hradu Krak des Chevaliers patřící k Řádu johanitů. V roce 1174 měli dokonce jednat s křižáky o přijetí křesťanství, k čemuž náleželo placení poplatků 2000 besantů Řádu templářů a spojenectví proti Saladinovi, ale toto jednání mělo být rázně ukončeno jednookým templářským rytířem Walterem de Mesnil, který na hranicích údajně zabil asasínského vyslance Abdullaha, což mimo jiné negativně poznamenalo pověst templářského řádu. Jedno z možných vysvětlení zdůvodňujících zavraždění asasínského velvyslance byl fakt, že asasínové do té doby platili templářům 2000 besantů jako daň za neútočení, neboť templáři obepínali území syrských asasínů pásmem hradů kolem Tortosy. Chystaná smlouva s jeruzalémským králem Amalrikem ovšem měla tuto povinnost ukončit. Podle některých historiků je však pro tak bohatý řád, jakým templáři bezesporu byli, 2000 besantů dosti zanedbatelnou částkou, a proto panuje domněnka, že zabití asasinského vyslance Walterem de Mesnil nebyl plánovaný akt, ale jen pouhý omyl. Asasínové se nikdy nepokusili zabít velmistra jakéhokoli vojenského řádu, neboť dobře věděli, že titul velmistra není dědičný ani politicky důležitý. Rozhodující vliv měl řídící orgán (konvent), velmistr konventu předsedal a jeho funkce byla spíše jen reprezentativní. Navíc zesnulého velmistra vždy plnohodnotně nahradil nový nástupce s obdobnými zkušenostmi. Pozornost asasínů se spíše tedy upínala k vládcům a panovníkům, kteří měli dostatek moci a zároveň jen několik málo možných nástupců.
Ismáílité se v roce 1175 pokusili zlikvidovat sultána Saladina, ten však útok přežil díky kroužkové košili, kterou stále nosil na těle. Sinánovi se ještě podařilo spáchat atentát na jeruzalémského krále Konráda z Monferratu a ten na následky zranění posléze umírá. Asasíni tak de facto představovali čtvrtou sílu na Blízkém východě (jen během třetí křížové výpravy mohli konkurovat Richardovým křižákům, církevním rytířsko-vojenským řádům a Saladinově sunnitskému panství). Asasínští vyslanci dokonce vyjednávali i s předními evropskými monarchy, kteří pobývali na Blízkém východě (jako byl Fridrich II. a Ludvík IX. atp.).

### Konec politické moci sekty

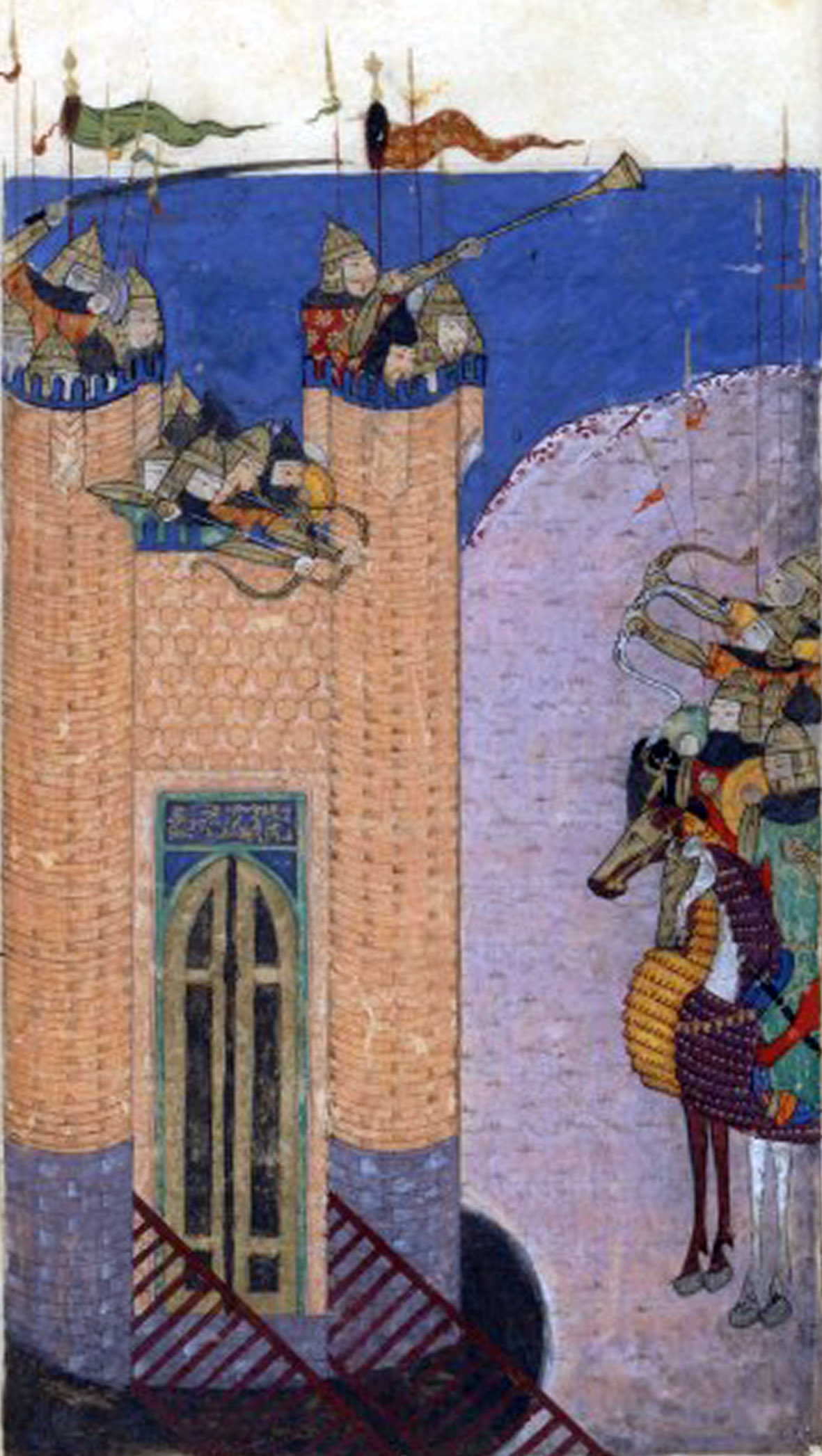
Obléhání Alamútu Mongoly (1256)

Roku 1256 padl Alamút do rukou Mongolů, což znamenalo i předzvěst pádu syrských asasínů. Mongolové rozehnali, pobili nebo si podmanili většinu íránských asasínů a jejich ismáílitského obyvatelstva (zbytek uprchl do Indie, kde pokračoval ve své existenci) a podlomili tak původní moc celé sekty. V Sýrii se asasíni drželi až do roku 1273, kdy všechna jejich města obsadil sunnitský vládce, mamlúcký sultán Bajbárs – na rozdíl od Mongolů nechal asasíny žít pod svou vládou jako poddané (i jako výpomoc proti zbytkům křesťanských království ve Svaté zemi). Potomci Asasínů přežívají dodnes v Íránu, Sýrii a Indii (v 19. století dokonce v západní Indii tvořili oporu britské moci – vždy se stavěli proti indické nezávislosti). Samozřejmě po roce 1273 již žádné politické vraždy neprovádějí, ale jejich učení je stále oblíbené a dnes vzkvétají za vedení Agy Khana (původem Inda, lze tedy usuzovat, že nizárijští ismáílité přenesli své hlavní sídlo z Alamútu do Indie, kde představují určitou politickou moc dodnes).

## Etymologie slova
Slovo asasín vzniklo patrně francouzským přepisem výrazu „hašišiun“, který se objevuje v islámské literatuře a má znamenat „požívač hašiše“. V některých evropských jazycích pak zakotvilo jako pojem pro úkladného vraha. Slovo pak proniklo do západoevropských jazyků ve svém dnešním významu koncem 13. století. V literatuře ho patrně jako první použil Dante Alighieri, když v jednom ze svých raných sonetů naráží na asasínskou věrnost, a říká, že „milenec je oddán své lásce dokonce více než asasín svému vůdci“. Poněkud přesněji pak definuje toto slovo v Božské komedii (Inferno, XIX, 40–50), kde je používá v kontextu s nejohavnějšími zločiny.

## Hierarchie
O skutečné organizaci a učení asasínů toho je známo poměrně málo, neboť jejich knihovna byla při dobytí Alamútu spálena a popisy, které se dochovaly, často spojují legendy se skutečností. Pravděpodobně byli hierarchicky uspořádáni do devíti kruhů. V prvním kruhu byli obyčejní věřící, kteří obdělávali pole a žili podle mistrova učení, na druhém stupni již byli lidé, kteří se seznámili s omyly sunnismu a byli naprosto oddáni vůdci sekty – z osob v druhém stupni se verbovali asasínové, kteří prováděli vraždy (ti byli na třetím stupni). Po třetím stupni následuje ještě dalších šest stupňů, které vedou přes ismáílitské duchovní až k nejvyšším autoritám. Tato složitá hierarchie měla za úkol asasíny motivovat a učinit ze sekty opravdovou tajnou společnost (za každý stupeň, na který jste se dostali, vám vůdce prozradil část tajemství o sektě). Ostatně samo slovo tajemství má ve víře ismáílitů velkou moc.

## Kontakty s Evropany

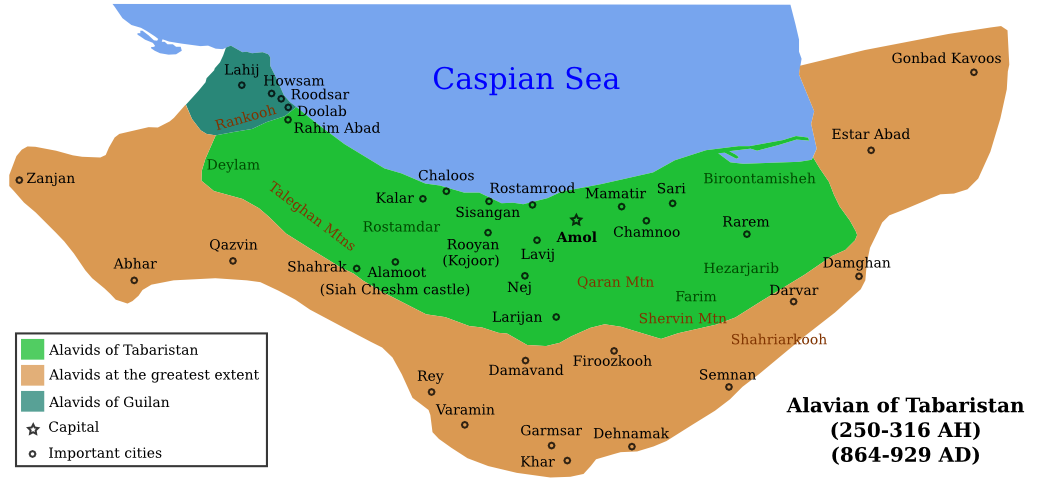
Mapa zobrazující oblast Alamút v Tabaristánu

Většina informací o asasínech pochází z méně věrohodných pramenů, prakticky nejspolehlivějším pramenem je cestopis Milion, který napsal Marco Polo a Asasíny tak představil západnímu světu. Marco Polo název chápal jako odvozený od slova hašiš. Ten se s Asasíny měl dokonce setkat i osobně. Vzhledem k tomu, že tento cestopis měl sloužit jako obchodní příručka, nevěnoval jejich popisu příliš mnoho času. Informace z tohoto cestopisu lze však považovat za velmi spolehlivé, alespoň v rámci toho, co Marco Polo viděl přímo, což velmi přesně odlišuje od toho, co znal jen z doslechu. Marco Polo v roce 1273 navštívil jejich horskou pevnost Alamút v Mázandaránu, která v letech 1090 až 1256 sloužila jako jejich hlavní sídlo. O asasínech již píší i křižáčtí kronikáři ve Svaté zemi a legendy o nich jsou dále šířeny trubadúry po celé Evropě. Existuje také nepotvrzená domněnka, že templáři přivedli skrze Orient do Evropy asasínské učení, které motivovalo Evropany k zakládání prvních tajných společností při nástupu renesance.

## Legendy
Marco Polo uvádí, že jejich vůdcem byl Rašíd ad-Dín Sinan, známý jako „Stařec z hory“, a že mu byli členové hnutí bezmezně oddáni. Dle Marca Pola v horách existovala tajná zahrada, kde rostly nádherné stromy a keře, stály paláce zdobené zlatem, vedly kanály s tekoucí vodou, medem a vínem. Žily tam nejsvůdnější ženy světa atd. Zahrada měla být postavena podle vzoru ráje popsaného prorokem Mohamedem. V této zahradě byl bojovníkům po určité době umožněn pobyt. Do zahrady se měli dostávat omámeni opiem a hašišem.
Další legenda vypráví o „skoku smrti“, tento popis se objevuje v několika evropských kronikách. Nejslavnější popis tohoto skoku je spojen s návštěvou hraběte Jindřicha ze Champagne, titulárního krále jeruzalémského, u vůdce asasínů v jeho pevnosti. Aby dokázal Jindřichovi své tvrzení, že žádný z křesťanských bojovníků nemůže být tak oddaný jako jeho muži, dal pokyn dvěma mladíkům, stojícím na vrcholu vysoké věže. Ti se bez váhání vrhli střemhlav do hloubky pod sebou a zabili se.

## Pevnosti
Asasíni měli zhruba tři desítky pevností, dnes jsou z nich jen trosky. Níže je seznam těch nejznámějších.
- Alamút
- Masjaf (Masyaf)
- Lummarssar (Lammasar, Lamasar, Lanbasar)
- Kadmus (Qadmus)
- Girdkuh (Tigado)

## Asasíni v kultuře
V oblasti videoher vznikla řada her Assassin's Creed zabývajících se problematikou asasínů. Tyto hry jsou postavené na smyšlené premise, že zástupci řádu templářů (Abstergo Industries) chtějí vládnout světu a asasíni, vyznávající filozofii osobní svobody, jim v tom chtějí zabránit. Tento souboj pak pokračuje napříč historií.

## Symbolika

vlajka:
původní vlajka Asasínů (1090–1162)
vlajka zavedená za vlády Hasana II. (1162–1256)
moderní vlajka nizárijských ismá'ílítů odvozená z asasínských
jiná vlajka užívaná nizárijskými ismá'ílíty